# Епархия Масбате

Провинция Масбате (выделено красным)

Епархия Масбате (лат. Dioecesis Masbatensis) — епархия Римско-Католической церкви с центром в городе Масбате, Филиппины. Епархия Масбате распространяет свою юрисдикцию на провинцию Масбате. Епархия Масбате входит в митрополию Касереса. Кафедральным собором епархии Масбате является церковь святого Антония Падуанского.

## История
23 марта 1968 года Римский папа Павел VI выпустил буллу Sorsogonensis dioecesis curatio, которой учредил епархию Масбате, выделив её из епархии Сорсогона.

## Ординарии епархии
- епископ Porfirio R. Iligan (17.06.1968 — 14.02.1998)
- епископ Joel Zamudio Baylon (14.02.1998 — 1.10.2009) — назначен епископом Легаспи
- епископ José B. Bantolo (с 15 июня 2011 года)

## Источник
- Annuario Pontificio, Ватикан, 2007
- Булла Sorsogonensis dioecesis curatio  (лат.)